# Landmaschinenfabrik Franz Richter
Die Landmaschinenfabrik Franz Richter in Döbeln gehörte im Zeitraum von 1870 bis 1940 durch ihr breites Sortiment bei Bodenbearbeitungs-, Ernte- und Aufbereitungsmaschinen zu den bedeutenden Landmaschinenherstellern in Deutschland. Franz Richter war Mitbegründer des „Vereins der Fabrikanten landwirtschaftlicher Maschinen und Geräte“ im Jahre 1897.

## Geschichte
Ursprung des Unternehmens war eine 1861 von Carl Grieben in Döbeln gegründete Mechanikerwerkstatt, die 1864 bereits 100 Beschäftigte hatte. Franz Ludwig Richter wurde 1870 Teilhaber und 1874 alleiniger Gesellschafter dieses Unternehmens, das ab 1875 den Namen „Fabrik landwirtschaftlicher Maschinen Franz Richter“ führte und zeitweise bis zu 600 Beschäftigte hatte. Mit einem innovativen und breiten Erzeugnisprogramm entwickelte sich das Unternehmen in der Folgezeit zu einem der bedeutendsten Landmaschinenhersteller in Deutschland mit Exporten nach Frankreich, Russland, Rumänien, Belgien, Schweden und Norwegen. Franz Richter war 1897 eines der 17 Gründungsmitglieder des „Vereins der Fabrikanten landwirtschaftlicher Maschinen und Geräte“ in Deutschland. 1900 erfolgte die Umwandlung in eine Kommanditgesellschaft (KG). Gleichzeitig übernahmen die Söhne Georg und Alfred Richter die Geschäftsführung. Zu diesem Zeitpunkt hatte das Unternehmen etwa 400 Beschäftigte.
1926 wurden Hans Richter (Sohn von Georg Richter) sowie Rudolf Thieme (Schwiegersohn von Alfred Richter) Teilhaber des Unternehmens, das zu diesem Zeitpunkt 650 Beschäftigte hatte. So wie in der Zeit von 1914 bis 1918 stand auch ab Ende der 1930er Jahre die Rüstungsproduktion im Vordergrund der Geschäftstätigkeit. Die Geschäftsführung hatte nun Hans Richter. Nach Kriegsende kam es zu einer weitgehenden Demontage der Maschinen und Ausrüstungen. 1946 erfolgte die Enteignung und Überführung in Volkseigentum. Ab 1947 wurden wieder Landmaschinen produziert. 1948 erhielt das Unternehmen den Namen VEB Landmaschinenbau „Rotes Banner“ Döbeln.

## Erzeugnisse
Die ersten Erzeugnisse waren Brücken-, Vieh-, Tafel- und Stangenwagen. Ab Mitte der 1860er Jahre kamen Häckselmaschinen und ab 1870 Dreschmaschinen und Göpel hinzu. Ab Mitte der 1870er Jahre wurde das Sortiment durch Sämaschinen, Bodenbearbeitungsgeräte, Hackfruchterntemaschinen und Kartoffelsortierer erweitert. 
Neben der Innovation dieser Erzeugnisprogramme kamen in der Folgezeit noch Heuerntemaschinen und Futteraufbereitungsmaschinen hinzu. Damit umfasste das Programm ab Mitte der 1920er Jahre 
- Gespann- und Traktoranhängepflüge
- Eggen und Walzen
- Breitsä- und Drillmaschinen
- Hackmaschinen und Häufelpflüge
- Gabel- und Trommelwender sowie Heu und Getreiderechen
- Kartoffelroder und Rübenheber
- Hand-, Göpel-, Motor- und Einbaudreschmaschinen
- Kartoffelsortierer
- Kartoffel- und Rübenwaschmaschinen
- Kartoffelquetschen und Rübenschneider
- Jaucheverteiler